# Isquiròmids
Els isquiròmids (Ischyromyidae) foren una família de rosegadors prehistòrics que visqueren entre el Paleocè i l'Oligocè superior. Se n'han trobat restes fòssils als Estats Units, el Regne Unit, França, Portugal, l'Índia, el Canadà, Espanya, Alemanya i Mèxic.